# Sargento-do-Pacífico
O sargento-do-Pacífico (Abudefduf troschelii), também conhecido como sargento-panamense ou sargento-do-Panamá, é uma espécie de donzela da família Pomacentridae, do gênero Abudefduf, pertencente da subfamília Glyphisodontinae. É uma espécie irmã de A. saxatilis, mas divergiu uma da outra desde a elevação do istmo do Panamá, separada pela elevação da ponte terrestre do Panamá há 3,1 a 3,5 milhões de anos atrás.

## Etimologia
A etimologia de Abudefduf, vêm de três palavras de origem árabe, abu, significa pai, def, lado e duf, significando uma terminação plural intensiva, se referindo aos grandes cardumes formados por espécies deste gênero. Já troschelii, é uma homenagem ao zoólogo Franz Hermann Troschel.

## Aparência
Um peixe pequeno de corpo oval, possui cinco listras pretas nas superfícies laterais do corpo com espaços amarelos dorsais no meio. Essas listras pretas se espalham para o lado ventral do peixe. Suas barbatanas peitorais são alongadas, delgadas e em forma de remo, permitindo-lhes nadar rápido e mudar de direção rapidamente ao redor dos recifes de coral.

## Biologia

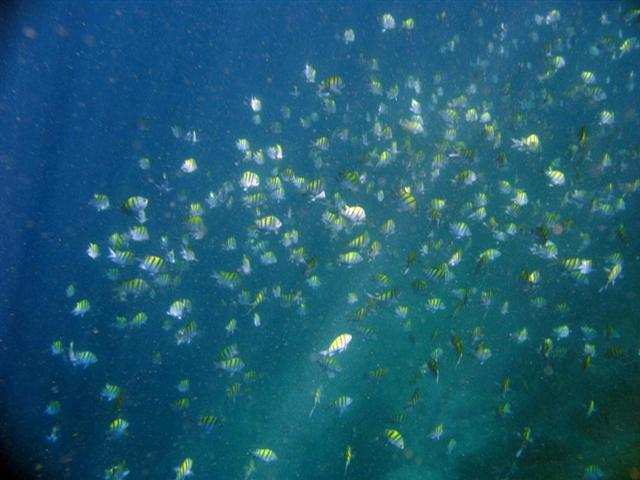
Cardume em Acapulco, México.

Vivem em grandes cardumes, podendo ser encontrados em recifes de corais e costões, frequentemente se mesclam com outras espécies de peixes, principalmente a donzelas do gênero Chromis e Azurina. Os machos são muito protetores com os ovos no período de reprodução, eles mantem todo o cuidado para deixar os ovos oxigenados e livres de parasitas. Já as fêmeas, são responsáveis em guardar o território, não deixando predadores invadir e ameaçar os ovos e o macho.

## Distribuição
São nativos do Pacífico Oriental, dês do Mar de Cortez (Golfo da Califórnia) ao norte do Peru, incluindo as Ilhas Galápagos e Malpelo (Colômbia).

## Usos humanos
Ocasionalmente são capturados para o comércio de aquários ornamentais marinhos.